# ستاره شراره‌دار
ستارهٔ شراره‌دار یا متغیر یووی قیطسی (به انگلیسی: Flare star) نوعی ستاره متغیر است. این ستارگان به دلیل شراره‌هایی که روی سطح آن‌ها وجود دارند، به طور متناوب روشن و خاموش می‌شوند. تعیین شراره‌ها بر روی ستارگان درخشان دشوار است، زیرا در برون‌داد ِ نوری‌ستاره، افزایش‌اندکی ایجاد می‌شود؛ از سوی دیگر، یک "شراره" روی یک ستارهٔ‌کم‌نور، بسیار آشکار است.
معروفترین ستارهٔ شراره‌دار شناخته‌شده پروکسیما قنطورس است. ستاره ولف ۳۵۹، ستاره بارنارد، ستاره تی‌وی‌ال‌ام۵۱۳–۴۶۵۴۶ و ستاره 2MASS J18352154–3123385 از دیگر ستاره‌های شراره‌دار هستند.